# Жетон

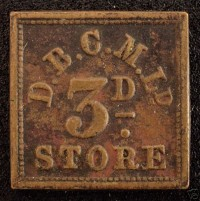
Металевий токен компанії «Де Бірс», що слугував сурогатом зарплатні співробітникам і застосовувався лише в крамницях компанії

Жето́н (фр. jeton), бона, марка (англ. token, лат. tessera, нім. Marke, фр. méreu) — монетоподібний карбований знак, що служив квитанцією чи ордером на отримання чи оплату, а також опізнавальним чи контрольним знаком.

## Історія
Використовувався ще у давнину, наприклад як ордер на отримання пожертвувань у вигляді товарів чи грошей або як пропуск на зібрання. У середні вікі їх часто використовували цехи чи духовенство замість дрібних грошей чи квитанцій, окрім того, відомі марки для бідних.
Існували також марки, що давали право на:
- отримання обіду;
- отримання хліба;
- отримання пива;
- отримання торфу;
- отримання дров;
- Жетон на отримання 1/2 літра кави. Німеччина, Гьоттінген. 20-30-ті роки ХХ ст.отримання кави;
- плати за роботу;

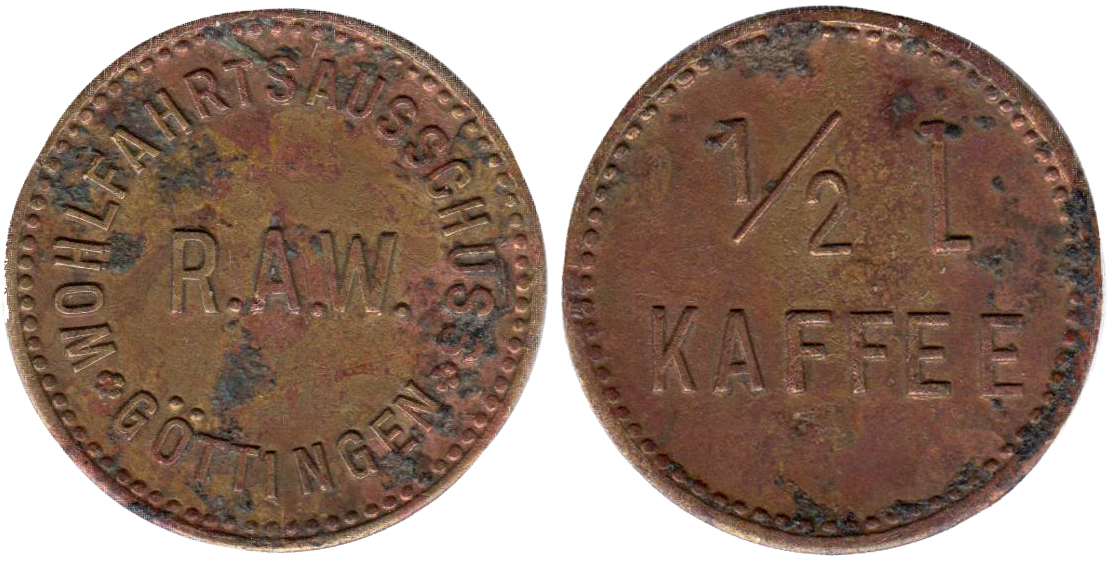
Жетон на отримання 1/2 літра кави. Німеччина, Гьоттінген. 20-30-ті роки ХХ ст.

- право проходу чи проїзду, у тому числі через міські ворота та мости.

У даний час існують марки, що дають право на:
- знижку;
- рекламні марки;
- марки споживчої кооперації;
- гральні марки, що використовуються у гральних домах;
- проїзд у метро;
- податкові жетони.

## Галерея

Жетон. Кіборг. 2015 рік
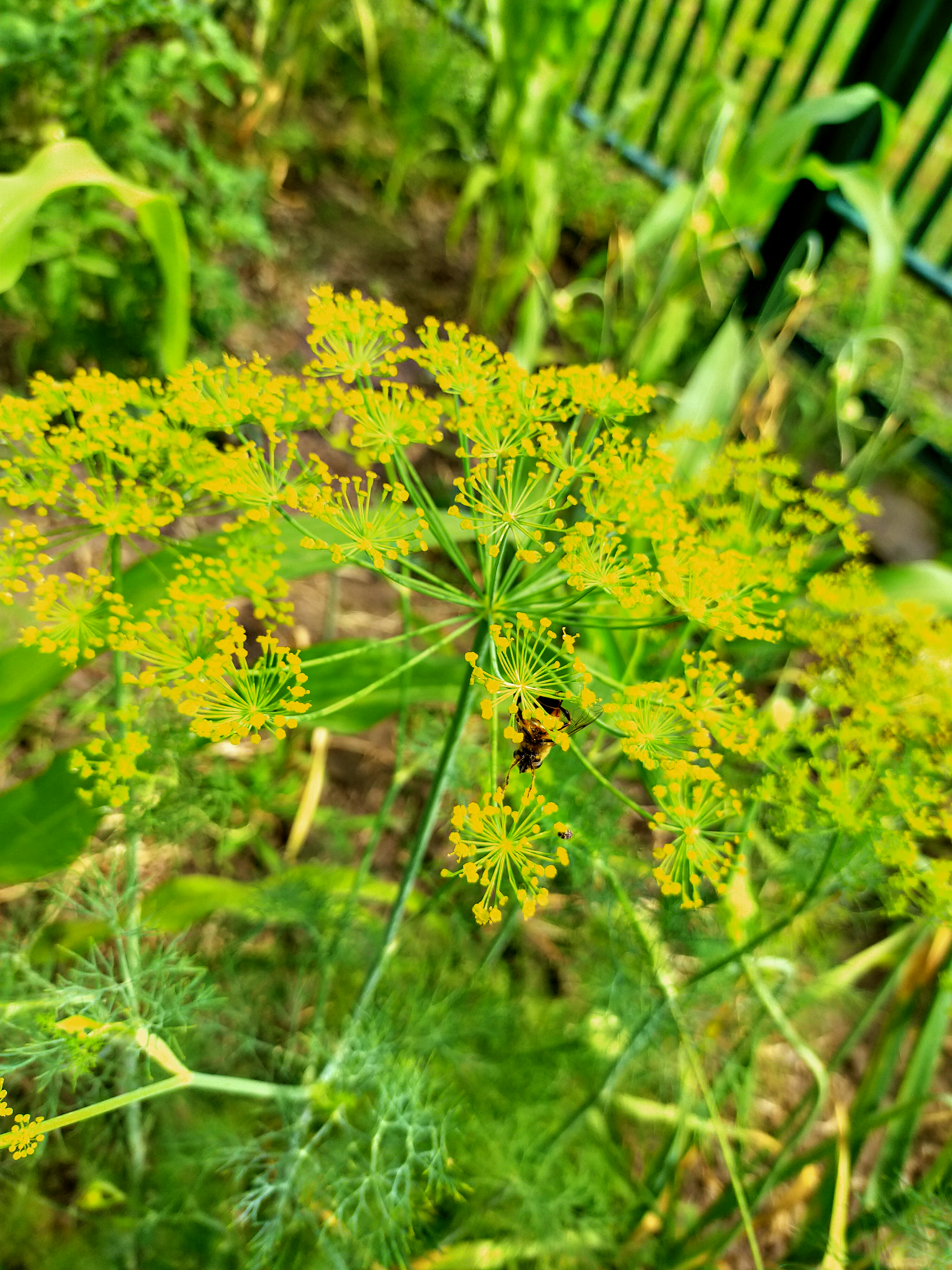
Жетон Укроп. 2014 рік
Жетон НБУ. 2003 рік
Токен номіналом в 1/100 марки, 1923 року. Тираж — 9.128.000. Діаметр — 20, 5 мм. Метал — Al
Токен номіналом в 5/100 марки, 1923 року. Тираж — 8.100.000. Діаметр — 23 мм. Метал — Al
Токен номіналом в 1/10 марки, 1923 року. Тираж — 8.600.000. Діаметр — 26,5 мм. Метал — Al
Файл:Токен на 1 кілограм хліба. Татарстан, 1993 рік
Файл:Токен на 1 літр бензину. Татарстан, 1993 рік.jpg
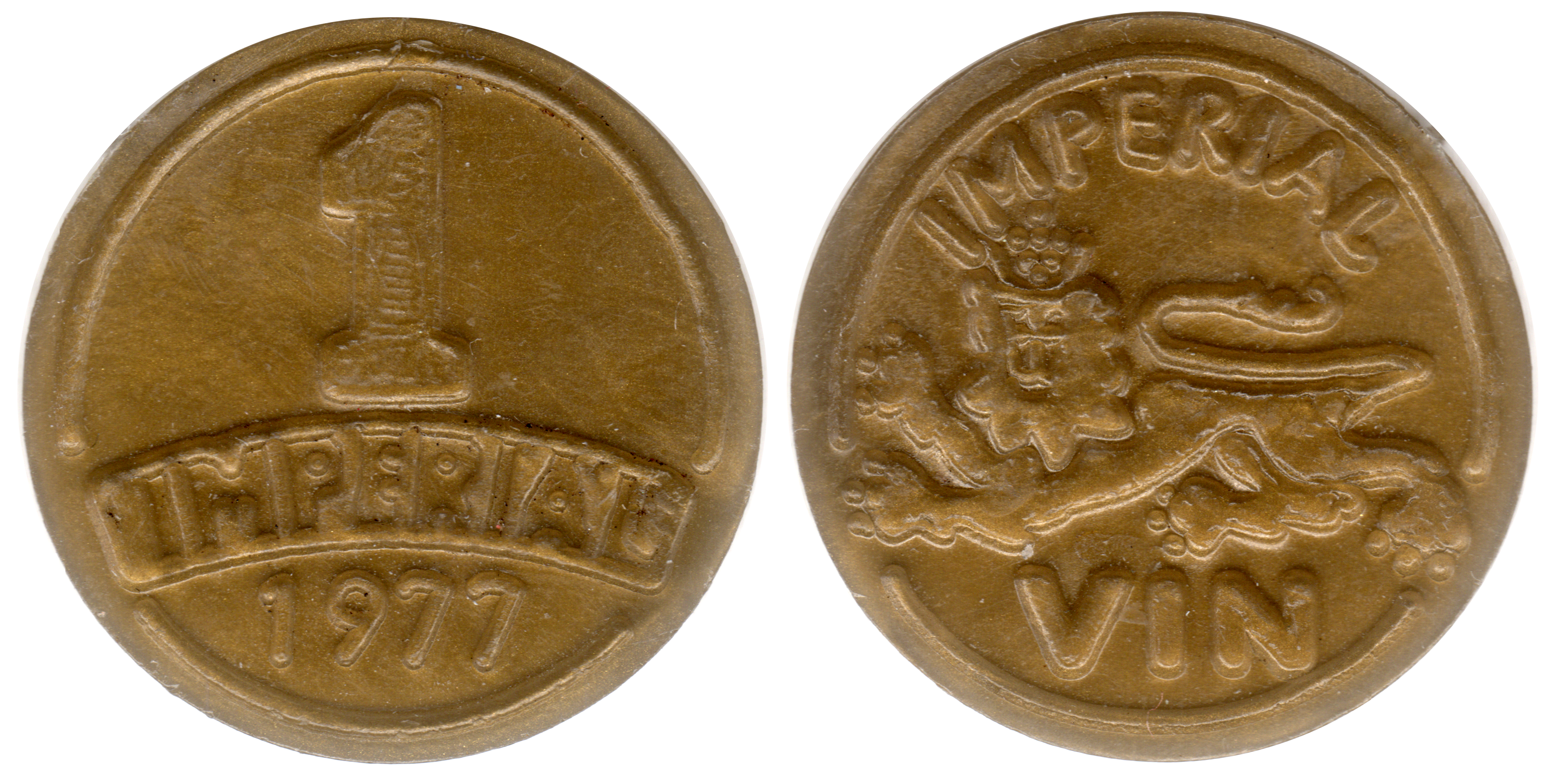
Жетон 1 імперіал 1977
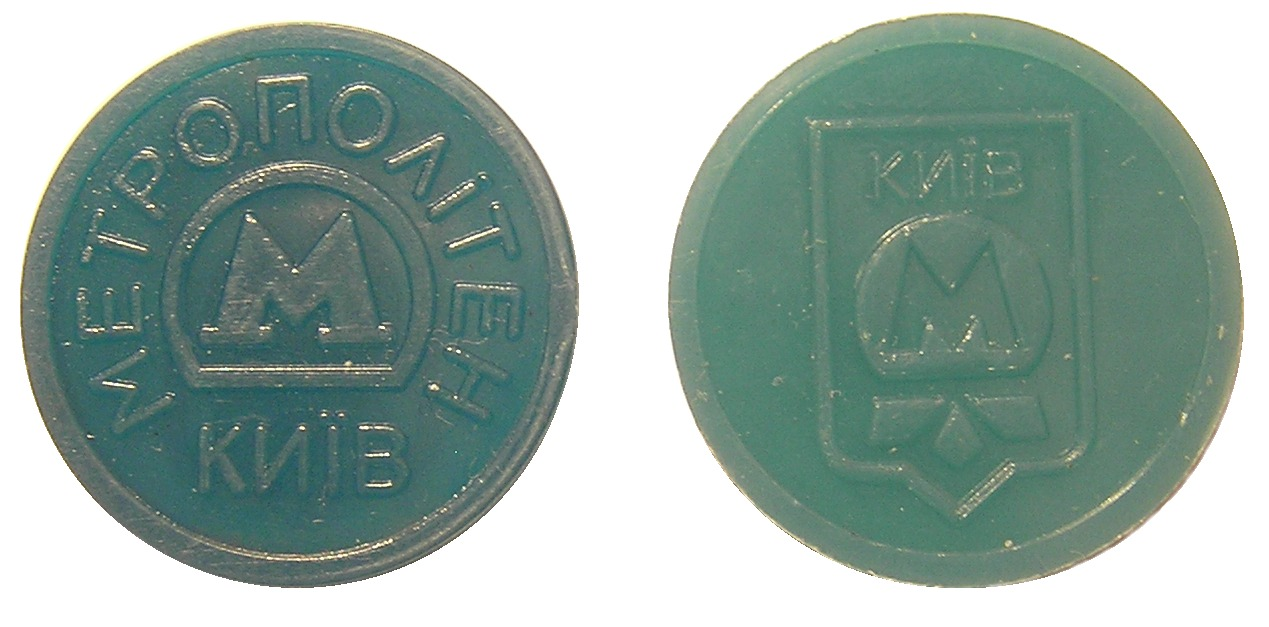
Жетони Київського метро
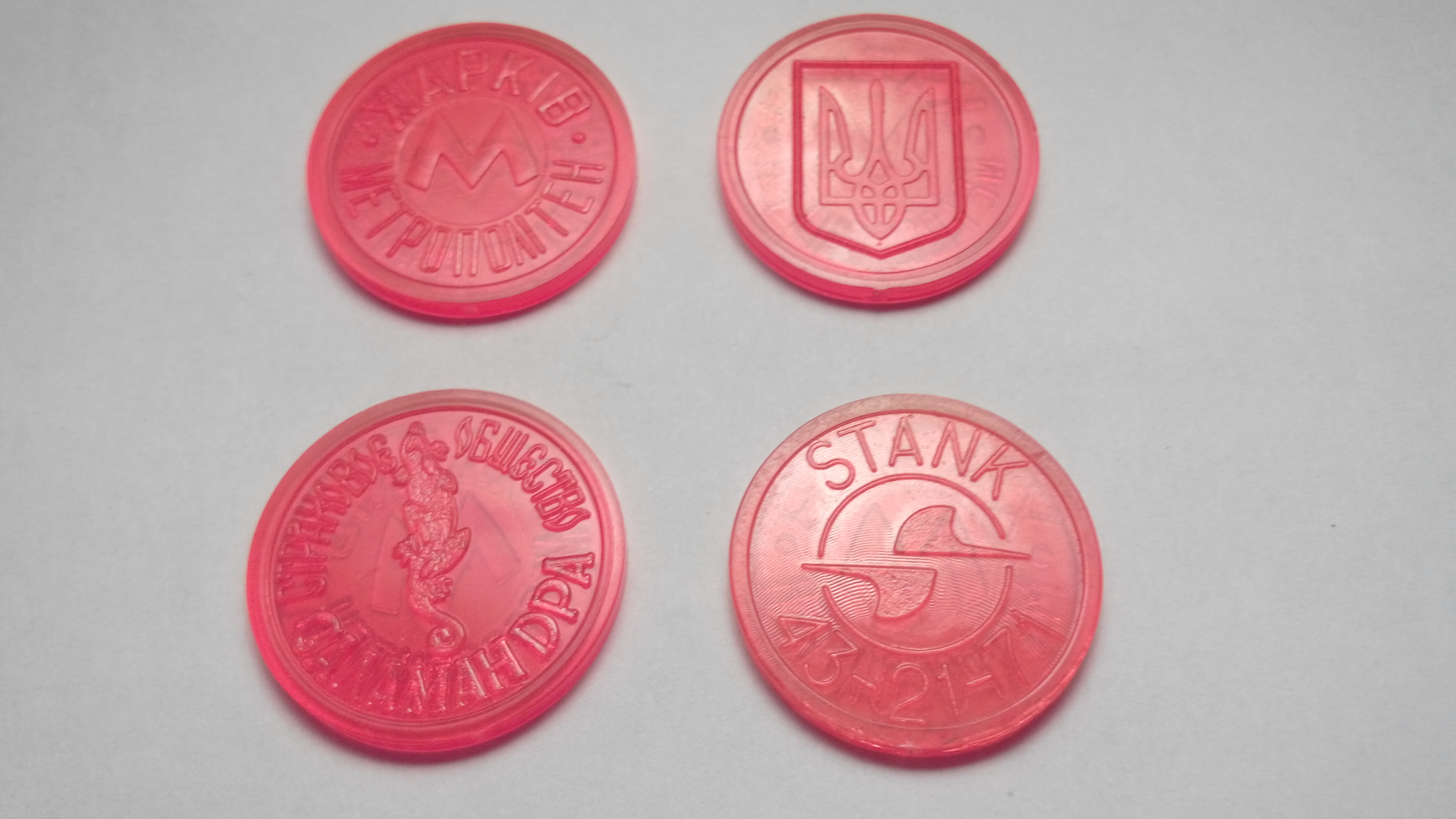
Жетон Харківського метро
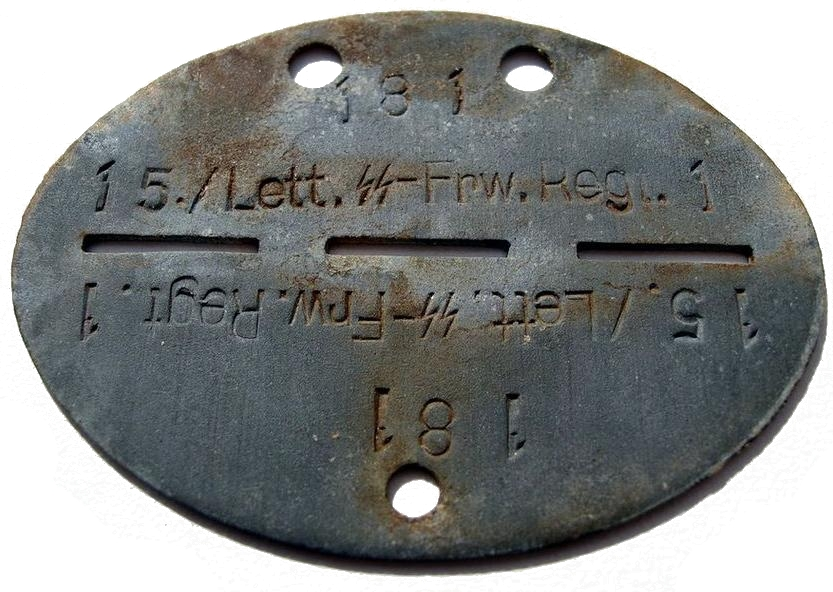
Жетон бійця 15-ї гренадерської дивізії СС (1-ї латвійської)
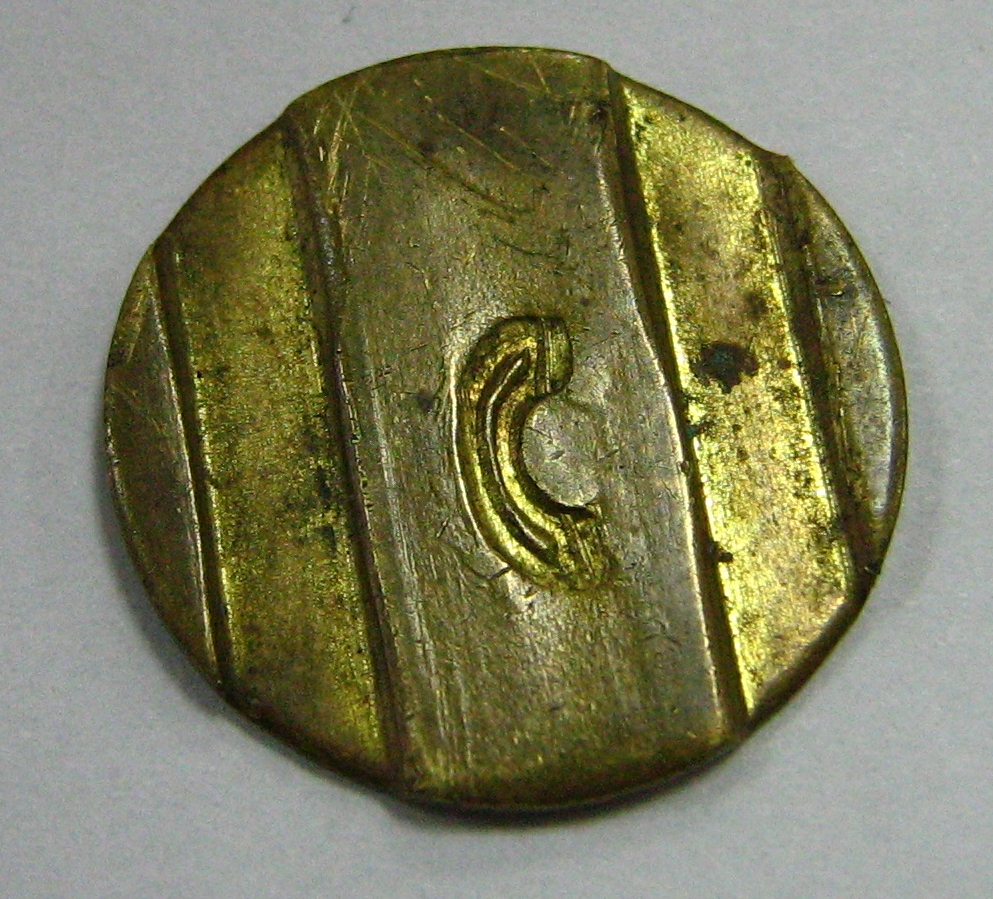
Телефонний токен Казахстану
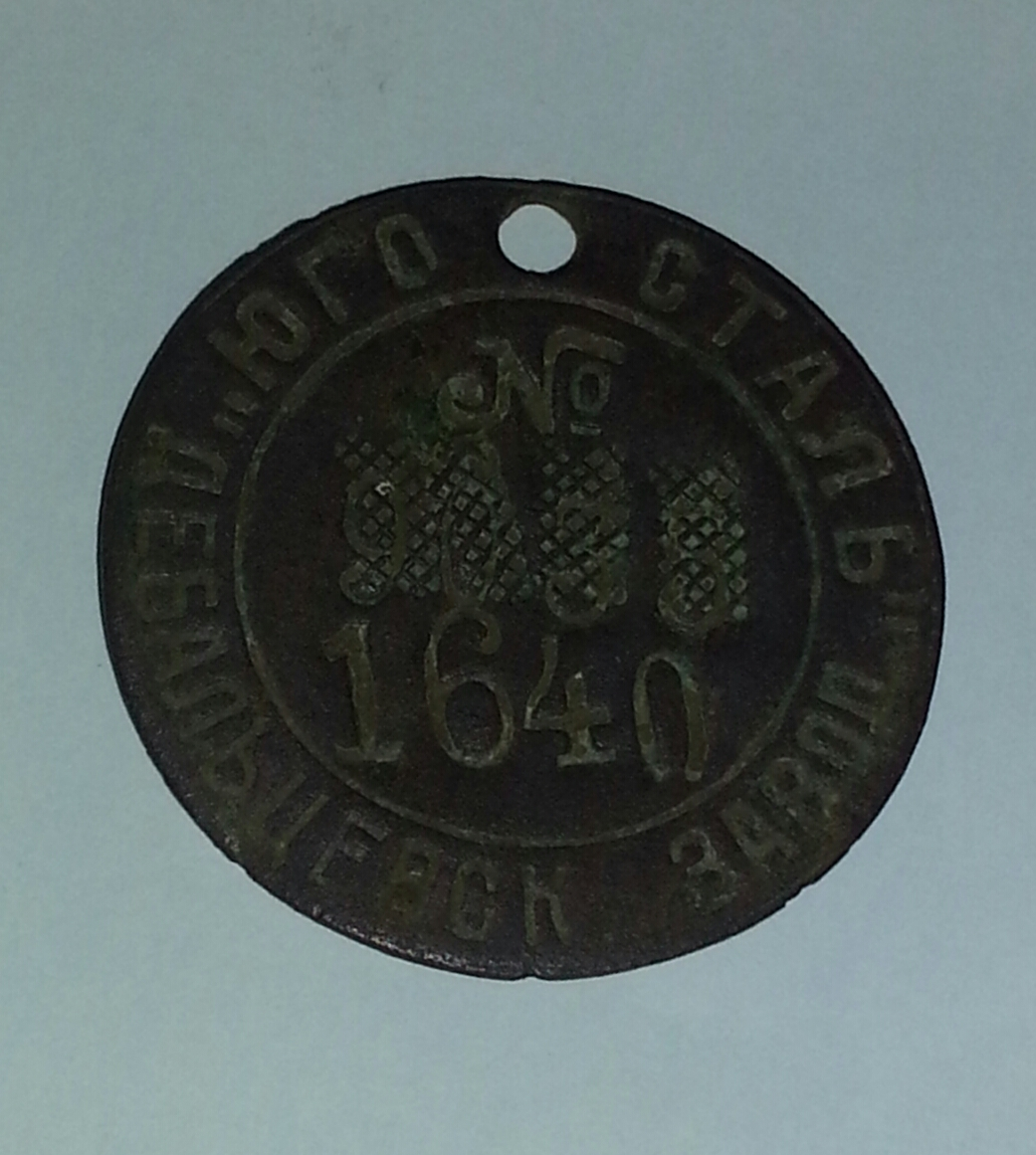
Жетон «Південна сталь» Дебальцевський механічний завод
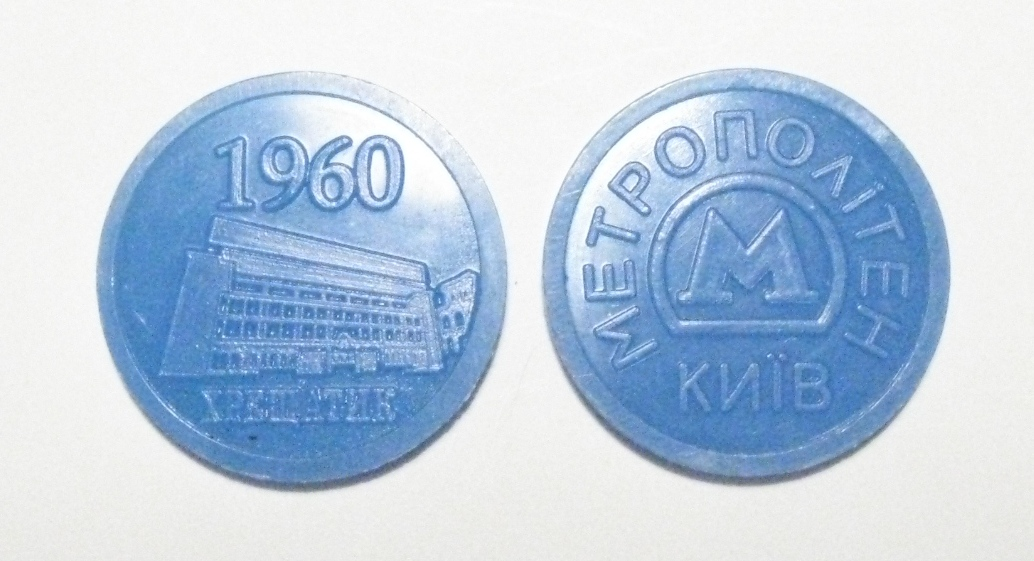
Жетон станції метро «Хрещатик»